# 2557 Патнем
2557 Патнем (2557 Putnam) — астероїд головного поясу, відкритий 26 вересня 1981 року.
Тіссеранів параметр щодо Юпітера — 3,535.